# Milford Graves
Milford Graves (født 20. august 1941 i New York, død 12. februar 2021) var en amerikansk freejazz-trommeslager.
Han startede oprindeligt på congatrommer og tillærte sig også tablas, men blev inspireret til at skifte til trommesæt, da han hørte Elvin Jones med John Coltranes kvartet i 1961.
Han dannede i 1963 gruppen New York Art Quartet som foruden ham selv bestod af bl.a. John Tchicai og Archie Shepp på saxofoner og Lewis Warrell på kontrabas. Indspillede også med pianisterne Paul Bley og Lowell Davidson og udgav sammen med percussionisten Sunny Morgan den banebrydende plade Percussion Duo i 1965.
Han har også indspillet med Albert Ayler, Sonny Sharrock, Miriam Makeba og gruppen Pieces of time, som er en trommesætskvartet med ham selv, Kenny Clarke, Andrew Cyrille & Famoudou Don Moye. Mange har anset ham som en af de ledende freejazz-trommeslagere op gennem 60'erne og til sin død. 

## Diskografi
- New York Art Quartet – New York Art Quartet (1966)
- Milford Graves & Sunny Morgan – Percussion Duo - (1965)
- Milford Graves & Don Pullen – In Concert at Yale University (1966)
- Milford Graves & Don Pullen – Nommo (1966)
- Milford Graves & Andrew Cyrille – Dialogue Of The Drums (1974)
- Milford Graves -  Bäbi (1976)
- Milford Graves With Arthur Doyle & Hugh Glover – Children Of The Forest (1976)
- Milford Graves, Andrew Cyrille, Kenny Clarke, Famoudou Don Moye – Pieces Of Time (1984)
- Milford Graves - Meditation Among Us  (1992)
- Milford Graves & David Murray – Real Deal (1992)
- Milford Graves – Grand Unification (1998)
- Milford Graves – Stories (2000)
- Milford Graves / John Zorn – 50² (2004)
- Milford Graves & Bill Laswell – Space/Time • Redemption (2014)